# Аникеевка (Коми)
Анике́евка (коми Ӧникасикт) — деревня в Корткеросском районе Республики Коми. Входит в состав сельского поселения Нёбдино.

## География
Деревня находится на правом берегу реки Вычегда, на расстоянии 27 км от села Корткерос, административного центра района.

### Часовой пояс
Деревня Аникеевка, как и вся Республика Коми, находится в часовой зоне МСК (московское время). Смещение применяемого времени относительно UTC составляет +3:00.

## Население
| 2010 |
| ---- |
| 9    |